# Хилдегард Кнеф
Хилдегард Кнеф (на немски: Hildegard Knef) e германска актриса, певица и автор. 

## Биография
Родена е на 28 декември 1925 г. в Улм. Рожденото ѝ име е Хилдегард Фрида Албертине Кнеф (Hildegard Frieda Albertine Knef), а между 1948 и 1968 г. носи името Хилдегарде Неф. Дъщеря е на фламандско говорещия търговец на тютюн и прокурист Ханс Теодор Кнеф и съпругата му Фрида Аугусте Грьон. През 1926 г. баща ѝ умира от сифилис и майка ѝ се премества с дъщеря си в Берлин, където Хилдегард посещава „Рюкерт-Лицеум“ в тогавашния квартал Шьонеберг. През 1933 г. майка ѝ се омъжва за кожарския фабрикант Вилхелм Вулфестиг; от този брак се ражда нейния полубрат джаз музикантът Хайнц Вулфестиг (1936 – 1977).
На 15-годишна възраст започва обучение като рисувач в трикфилмовия отдел на UFA – филмово студио в Берлин. През 1943 г. започва да учи за артистка. През 1944 г. започва афера с режисьора Евалд фон Демандовски, който е и продуцент на филмовата фирма „Тобис“. Преди края на войната, през 1944 и 1945 г., тя започва да играе във филми.
През 1945 г. започва да участва в представления в кабаре и театър. Първите си театрални роли получава през 1946 г. от режисьора Болеслав Барлог. През 1946 г. Волфганг Стаудте ѝ дава роля в първия следвоенен немски филм, „Die Mörder sind unter uns“ (Убийците са между нас), който я прави международно известна.
Омъжва се на 15 декември 1947 г. за контрол-офицера Курт Хирш (до 1952 г.).
За филма „Film ohne Titel“ (Филм без заглавие) през 1948 г. получава в Локарно наградата за най-добра женска роля. В началото на 1948 г. е поканена в Америка и получава 7-годишен договор в Холивуд, който ѝ носи голям седмичен чек, но никакви роли.
Хилдегард Кнеф е момичето на първата страница на първия брой на новото списание Щерн. Тя става първата голяма германска звезда след войната.
През 1950 г. получава американско гражданство и се връща обратно в Германия, за да снима „Die Sünderin“ (Грешницата).
През октомври 1951 г. издава първата си плоча („Ein Herz ist zu verschenken“ или Едно сърце е за подаряване).
Заради скандалите и протестите по филма тя се връща обратно в Холивуд, където играе във филми на 20th Century Fox.
През 1955 г. дебютира на Бродуей в Musical Silk Stockings.
През 1957 г. се връща обратно в Германия и се отдава на кариерата си на певица. 1959 г. се запознава в Англия с втория си съпруг, още женения Дейвид Камерън, с когото е омъжена от 1962 до 1976 и има с него дъщеря Христина Антония (* 16 май 1968).
1965 г. пише първия си музикален текст за песента „Werden Wolken alt?“ (Остаряват ли облаците?).
1970 г. Кнеф издава автобиографичната си книга „Der geschenkte Gaul“, която e бестселър и се превежда на 17 езици. 1975 г. е болна от рак на гърдата и издава книгата „Das Urteil“ (Присъдата) за болестта рак, която е на второ място в бестселър списъка на САЩ и се развежда с Дейвид Камерън след 14-години брак. Наградена е 1975 г. с Bundesverdienstkreuz.
През 1977 г. Кнеф се омъжва трети път, за Паул фон Шел, който е с 15 години по-млад.
През 1982 г. се мести в Лос Анжелис. През 1989 г. се връща отново в Германия с големи финансови задължения. На 27 юни 2001 г. получава отново немско гражданство.
Умира на 1 февруари 2002 г. около 2 часа през нощта на 76-годишна възраст от акутна пневмония. Погребана е на 7 февруари 2002 г. в почетен гроб в Берлин.

## Личен живот
Омъжва се три пъти. Има дъщеря Христина Антония (наричана „Тинта“).

## Избрана филмография
| година | филм                      | оригинално заглавие      | роля             | режисьор   |
| ------ | ------------------------- | ------------------------ | ---------------- | ---------- |
| 1952   | Снеговете на Килиманджаро | The Snows of Kilimanjaro | графиня Елизабет | Хенри Кинг |